# Paul Kipper
Paul Kipper (* 15. Mai 1876 in Berghofen; † 17. Mai 1963 in Darmstadt) war ein deutscher Jurist, der von 1937 bis 1945 als Präsident des Landeskirchenamtes der Evangelischen Kirche in Nassau-Hessen in Darmstadt tätig war und dem vom Reichskirchenminister die alleinige Vollmacht zur Leitung der Kirche erteilt worden war (sogenannte Ein-Mann-Kirche).

## Leben und Wirken
Nach der Reifeprüfung studierte Kipper bis zum ersten Staatsexamen 1900 Rechtswissenschaft. Danach trat er in den preußischen Staatsdienst ein und stieg zum Amtsgerichtsrat auf. Nach dem zweiten Staatsexamen war er am Landgericht Posen, am Landgericht Hagen und danach am Amts- und Landgericht Wiesbaden tätig. Zum 1. Mai 1933 trat er der NSDAP bei (Mitgliedsnummer 2.368.291) und schloss sich 1934 dem NS-Rechtswahrerbund sowie 1935 der NSV an. Außerdem war Kipper von 1937 bis 1939 förderndes Mitglied der SS.
Nach der Kaltstellung des bisherigen Landesbischofs Ernst Ludwig Dietrich gab es zwischen 1937 und 1945 in Hessen-Nassau nur eine sogenannte Ein-Mann-Kirche, die vom nationalsozialistisch eingestellten Paul Kipper als Kirchenpräsidenten des Landeskirchenamtes geleitet wurde. Diese Funktion war gleichrangig der Funktion des Landesbischofs.
Im April 1939 gab er gemeinsam mit zehn anderen höchsten Landeskirchenvertretern seine Unterschrift unter die Bekanntmachung über Gemeinschaftsarbeit von Landeskirchenleitern, deren erste Maßnahme in der Gründung des Instituts zur Erforschung und Beseitigung des jüdischen Einflusses auf das deutsche kirchliche Leben bestand.
Am 17. Dezember 1941 unterzeichnete er als alleiniger Vertreter der Evangelischen Landeskirche Nassau-Hessen zusammen mit Rudolf Wilkendorf als Vertreter des Evangelischen Landeskirche Anhalts die Bekanntmachung über die kirchliche Stellung evangelischer Juden. Demnach hielt er die Schuld der Juden am Zweiten Weltkrieg für erwiesen und forderte gemeinsam mit anderen Kirchenvertretern den Ausschluss getaufter sogenannter „Nichtarier“ aus der Kirche. Dies hatte den Ausschluss von Christen jüdischer Herkunft aus der Landeskirche zur Folge, womit das Sakrament der Taufe auch in Nassau-Hessen partiell außer Kraft gesetzt war.
Nach Ende des Zweiten Weltkrieges wurde Kipper am 1. Juni 1945 vom Kirchlichen Untersuchungsausschuss in den Ruhestand versetzt.